# 마야어족
마야어족은 메소아메리카 언어들이 이루는 어족 중 하나이다. 마야어족 언어는 주로 과테말라, 멕시코, 벨리즈, 온두라스 지역에서 적어도 600만 명의 마야인이 사용한다. 1996년 과테말라 정부의 발표에 따르면 과테말라에는 21개의 마야 언어가 있으며, 멕시코에는 공식적으로 8개의 마야 언어가 더 있다.
마야어족은 아메리카에서 가장 잘 기록된 어족이자 가장 많이 연구되는 어족 가운데 하나이다. 현대의 마야어족 언어들은 적어도 5,000년 전에 쓰였다고 생각되는 마야조어의 후손이다. 마야조어는 비교 재구의 방법을 이용하여 부분적으로 재구성되었다. 마야조어는 크게 와스텍어파, 키체어파, 유카텍어파, 칸호발어파, 맘어파, 촐어파의 여섯 갈래로 갈라졌다.
마야어족은 메소아메리카 언어 지역의 구성원이다. 이는 메소아메리카의 여러 민족들이 수천 년간 영향을 주고받으면서 만들어진 언어동조대이다. 모든 마야 언어는 이 지역 언어들의 기본적인 특징을 공유하는데, 예를 들어 공간적 관계를 나타내기 위해 전치사 대신 관계명사를 사용하는 점이 그렇다. 그러나 한편으로는 메소아메리카의 다른 언어와 구별되는 특징도 있는데, 예를 들어 동사·주어·목적어의 문법에서 드러나는 능격성, 특정한 동사 굴절 범주, “위치사”(positional)이라 불리는 특수한 품사의 존재 등이다.
콜럼버스 이전의 시대에 일부 마야어는 표어문자인 마야 문자로 적혔다. 마야 문자는 마야 문명 고전기(250~900년경)에 특히 널리 쓰였다. 오늘날 1만 점이 넘는 건물·기념비·도자기 및 코덱스에 마야 문자로 된 기록이 남아 있으며 여기에 식민화 이후 로마자로 기록된 풍부한 마야어 문헌까지 더해져, 마야의 콜럼버스 이전 시대 역사에 대해서는 아메리카의 다른 어느 지역과도 비교할 수 없을 만큼 많은 것이 알려져 있다.

## 역사

### 마야조어

마야어족 어파들의 대략적 이주 경로 및 시기. 마야조어(Proto-Mayan)로 표시된 지역에는 오늘날 칸호발어파가 분포함.

모든 마야 언어는 마야조어라 불리는 조상 언어의 후손이다. 마야조어는 과테말라 중부 추추마탄 산악 지대에서 쓰였을 것으로 생각되며, 이는 오늘날 칸호발어파 사용 지역과 대략 일치한다. 치아파스와 과테말라의 산악 지대를 마야어의 “요람”으로 처음 지목했던 사람은 독일의 골동품 전문가이자 학자인 카를 자퍼(Sapper 1912)이다. 테렌스 코프먼과 존 저스티슨은 3천 개 이상의 마야조어 어휘를 재구한 바 있다.
현재 정설인 라일 캠벨과 테렌스 코프먼의 분류에 따르면, 기원전 2200년경 와스텍어파 화자들이 멕시코만 해안을 향해 북서쪽으로 이주하면서 최초의 분기가 발생했다. 그 뒤 유카텍조어 화자들과 촐조어 화자들도 본 집단에서 이탈하여 유카탄반도를 향해 북쪽으로 이주했다. 서부 분기군의 화자들은 오늘날 맘어파와 키체어파가 분포하는 지역을 향해 남쪽으로 이동했다. 첼탈조어의 화자들은 촐어파 집단에서 떨어져 나와 남쪽의 치아파스 산악 지역으로 이주함에 따라 미헤소케어족 화자들과 접촉하게 되었다. 로버트슨과 휴스턴의 대안적 가설에 따르면, 와스텍어파는 촐어파 화자들과 함께 과테말라 산지에 머물렀으며 코프먼이 주장하는 것보다 훨씬 늦은 시점에 분기했다.
기원전 2000년 이전의 상고 시대에 마야조어는 미헤소케어족에서 몇몇 차용어를 받아들인 듯하다. 초기 마야인이 미헤소케어족 화자, 어쩌면 올멕의 지배를 받았다는 가설이 여기서 나왔다. 한편 싱카어족과 렝카어족의 경우에는 마야어족이 차용어를 받기보다는 준 사례가 더 많다. 캠벨과 같은 마야어족 전문가들은 이 사실이 마야인과 렝카족·싱카족 간 활발한 접촉의 시기가 (어쩌면 250~900년경의 고전 시대에) 있었음을 시사한다고 본다.

### 고전 시대

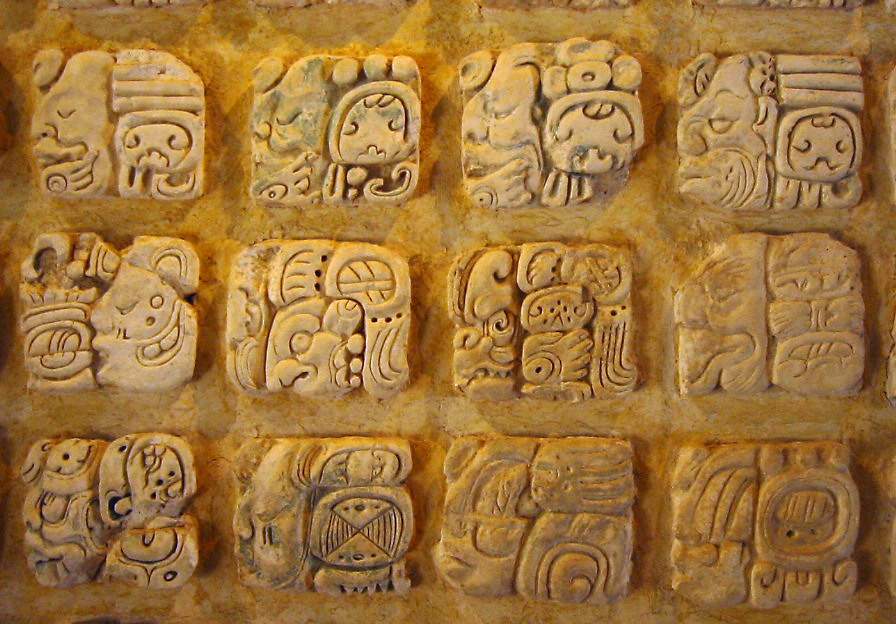
스투코에 새긴 고전기 마야 문자. 멕시코 팔렝케 박물관

고전 시대에 마야어족의 주요 어파는 서로 갈라져 별개의 언어가 되기 시작했다. 오늘날까지 전해지는 대부분의 마야 명문(銘文)이 기록된 고전 시대에 유카텍조어(북부, 유카탄반도)와 촐조어(남부, 치아파스 고지대와 페텐 분지)는 이미 서로 갈라진 상태였다. 당대의 마야 유적지에 남겨진 명문에는 두 언어형이 모두 나타나며, 양쪽 모두 흔히 “고전 마야어”로 불린다. 현전하는 마야 문자 문헌은 대체로 하나의 위세 방언으로 기록되어 있지만, 그 외에도 최소 세 개의 방언에 대한 증거가 발견되었다. 남부 마야 지역과 고지대의 문헌에 기록된 동부 촐어파 방언, 7세기 중반부터 우수마신타 지역에서 확산해 나간 서부 촐어파 방언, 유카탄반도의 문헌에 기록된 유카텍어파 방언이 그것이다. 문헌에서 소수의 방언만이 사용된 까닭은 아마도 이들 방언이 마야 지역 전체에서 위세 방언이었고 마야문은 엘리트 계급의 언어로 기록되었기 때문일 것이다.
스티븐 휴스턴, 존 로버트슨, 데이비드 스튜어트는 남부 저지대 마야문의 대다수에서 사용된 촐어파 방언이, 현대 초르티어와 촐티어의 조상인 이른바 “고전 촐티어”일 수도 있다고 제안하였다. 그들의 제안에 따르면 이 언어는 페텐 분지의 서부와 중남부에서 기원하였고, 명문에서 사용되었으며 어쩌면 엘리트와 사제 계급의 방언이었을 수 있다고 한다. 그러나 모라마린의 주장에 따르면 고전 저지대 마야어와 촐티어군 언어들이 공유하는 특성은 혁신이 아니라 보존의 결과이며, 촐어파의 분화는 고전기 이후에 일어났다. 그렇다면 고전 저지대 명문의 언어는 촐조어였을 것이다.

### 식민 시대
스페인이 중앙아메리카를 식민 지배하면서 모든 토착어는 새로이 위세 언어가 된 스페인어에 밀려 자리를 잃었다. 행정, 종교, 문학 등 사회의 여러 주요 영역에서 마야어는 더 이상 쓰이지 않게 되었다. 그러나 마야 지역은 다른 지역에 비해 외부 영향에 대한 저항이 컸고, 어쩌면 그 이유 때문에 많은 마야 공동체에서는 지금까지도 마야어 단일언어화자의 비율이 높게 유지되고 있다. 현재 마야 지역에서는 스페인어가 우세하다. 몇몇 마야 언어는 사멸 위기이거나 사멸 직전이지만, 다른 언어들은 매우 건강하여 모든 연령대와 사회의 모든 영역에서 쓰이고 있다.

### 현재

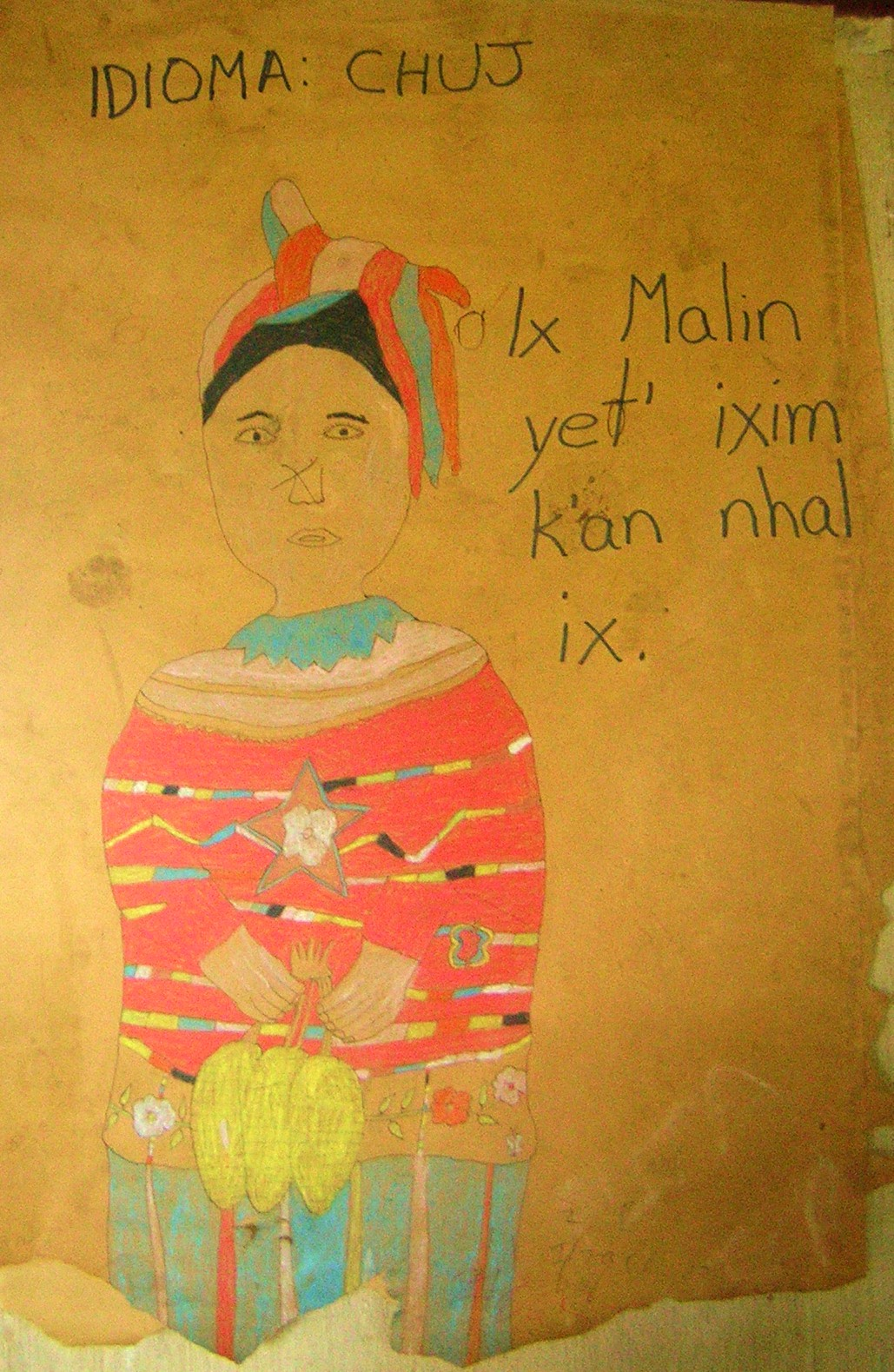
추흐어 글과 그림. 과테말라 이슈칸.

20세기 마야 고고학의 발전과 민족주의 및 민족적 자부심에 기반한 이념의 확산에 따라, 마야어 사용 민족들은 마야 문명의 상속자인 마야인이라는 공동의 민족적 정체성을 갖기 시작했다.
“마야”라는 말은 고전후 시대 유카탄의 도시인 마야판의 이름에서 왔다고 생각된다. (식민 이전 시대와 식민 시대에 “마야”는 보다 좁은 의미로 쓰였으며 이는 유카탄반도의 특정 지점에 기원이 있음을 시사한다.) 오늘날 넓은 의미의 “마야”는 언어학적으로 정의되지만 민속적·문화적 습관을 가리키는 말로도 쓰인다. 대부분의 마야인은 무엇보다도 우선 특정 민족 집단, 예컨대 “유카텍인”이나 “키체인”으로 스스로를 정체화하지만, 공통의 마야 혈통도 인식하고 있다. 이 공통된 혈통의 경계는 언어를 바탕으로 정의된다. 파브리에 따르면, “마야라는 용어는 문제적인데, 마야계 민족들은 동질적인 정체성을 이루지 않기 때문이다. 마야는 오히려 마야 운동과 그 지지자들에게 자기 표현의 전략이 되었다. 과테말라 마야어 학술원(ALMG)에 따르면 스물한 개의 서로 다른 마야어가 있다고 한다.” 이러한 단일성에 대한 자부심에 대응하여 서로 다른 마야어 간의 차이점을 강조하는 흐름이 생겨났다. 어떤 마야어들은 매우 유사해서 단일한 언어의 방언으로 간주될 수 있을 정도이다. 그러나 “방언”이라는 용어는 과거에 인종주의적 함의를 담아 쓰인 적이 있는데, 학자들이 유럽의 “언어들”과 아메리카 원주민의 “방언들”을 억지로 구별지으려 했던 것이다. 이 때문에 최근 메소아메리카에서는 서로 다른 민족 집단이 사용하는 언어 변이형들을 방언이 아닌 별개의 언어로 지칭하는 쪽이 선호된다.
과테말라에서는 1986년 마야 단체들이 설립한 과테말라 마야어 학술원(ALMG; 스페인어: Academia de Lenguas Mayas de Guatemala)이 마야 언어들의 정서법 표준 개발과 같은 일을 담당하고 있다. 1996년의 평화조약 이후 ALMG는 마야학자와 마야인 모두에게 마야어에 관한 권위를 점차 인정받고 있다.

## 분류

### 다른 어족과의 관계
마야어족과 다른 어족 간의 계통관계는 입증된 것이 없다. 다른 메소아메리카 언어와의 유사점은 언어학적 특징이 확산된 결과이지, 같은 계통이기 때문은 아니라고 여겨진다. 메소아메리카 지역은 상당한 수준의 언어적 확산이 일어난 지역임이 알려져 있다.
마야어족을 다른 어족이나 고립어과 연관지으려 한 시도가 많이 있었지만 어느 것도 학계의 지지를 받지 못했다. 예를 들어 마야어족을 우루치파야어족, 마푸체어, 렝카어족, 푸레페차어, 또는 와베어와 이으려는 시도가 있었다. 마야어족은 호크어족 가설이나 펜우티어족 가설에도 포함되었다. 언어학자 조지프 그린버그는 마야어족을 자신의 아메린드어족 가설에 포함시킨 바 있으나 대부분의 역사언어학자들은 증거가 없음을 들어 이 가설을 부정한다.
1997년 마야어족과 역사언어학 전문가인 라일 캠벨은 마야어족과 미헤소케어족, 토토낙어족을 하나의 계통으로 묶는 “확대 마야어족” 가설이 가장 가능성 있어 보이는 제안이지만, 증명하거나 반증하기 위해서는 더 많은 연구가 필요할 것이라고 평가했다. 2015년에 캠벨은 최근 다비드 모라마린이 제시한 증거를 감안하면 마야어족과 미헤소케어족 간의 관계가 “훨씬 더 가능성 있다”고 지적했다.

### 하위 분류
마야어족에는 30개 언어가 속하며 일반적으로 5~6개의 주요 어파로 나뉜다. (유카텍어파, 와스텍어파, 촐·첼탈어파, 칸호발어파, 맘어파, 키체어파)
마야어족은 매우 잘 기록되었으며, 내부 구조 역시 몇몇 사소한 의견 차를 제외하고는 폭넓은 지지로 확립되어 있다.
여전히 문제가 되는 지점은 촐어파와 칸호발·추흐어파의 위치이다. 어떤 학자들은 (아래 도표처럼) 두 어파가 함께 서마야어파를 이룬다고 본다. 다른 학자들은 촐어파와 칸호발·추흐어파가 특별히 가까운 관계라고 보지 않으며, 조어에서 곧바로 갈라져 나온 별개의 분기군이라고 여긴다. 또다른 제안에 따르면 와스텍어파는 촐·첼탈어파에서 갈라져 나왔으며, 마야조어에서 외따로 갈라져 나온 것이 아니라고 한다.

## 분포

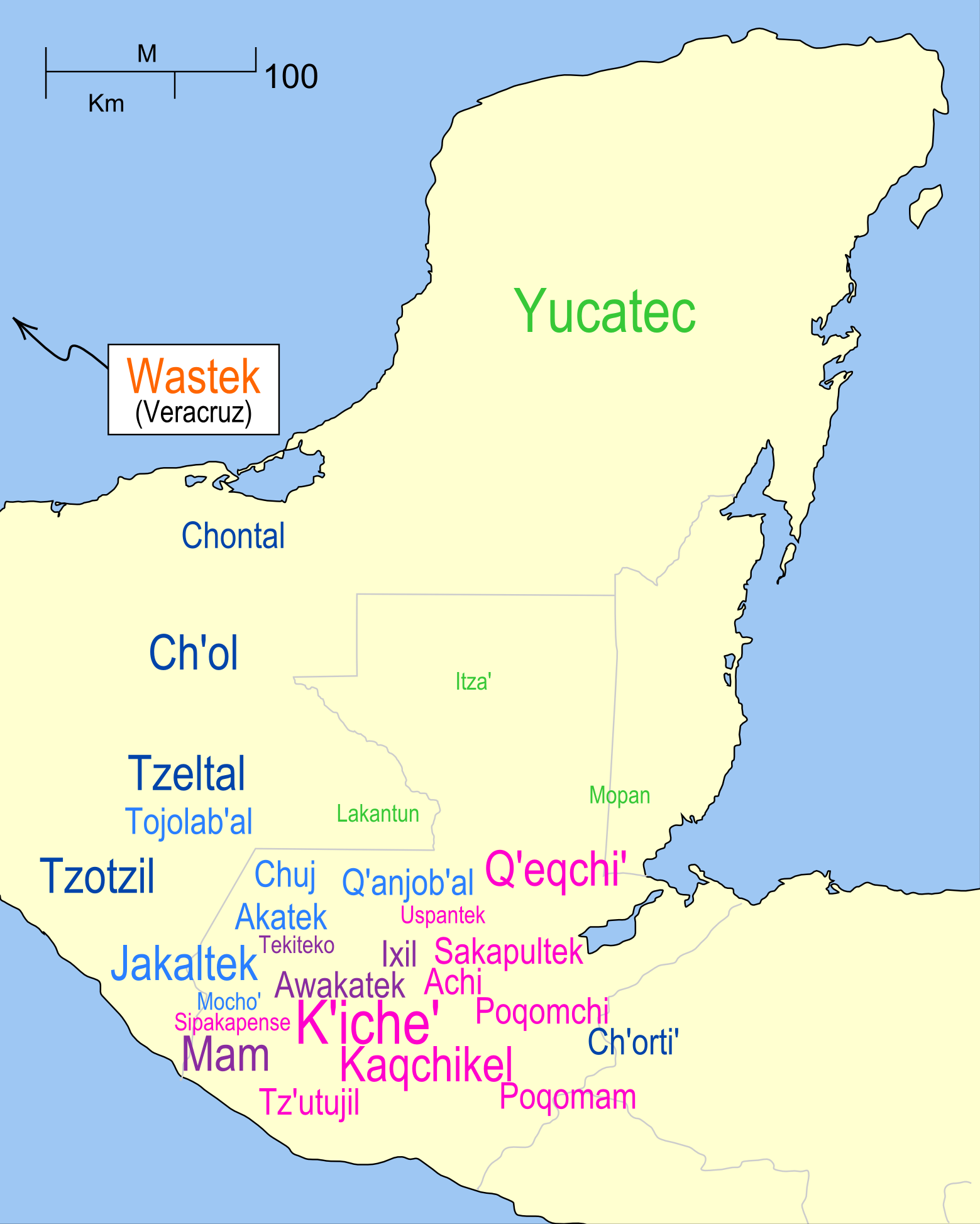
마야어 사용 지역. 글씨 크기는 마야어 사용 인구를 나타낸다. (유카텍어와 키체어 각각 90만, 40만 명; 10만~50만 명; 1만~10만 명; 1만 명 미만.)

연구에 따르면 6백만 명 이상이 마야어를 사용한다. 그 대부분은 과테말라에 거주하며, 과테말라 인구의 40~60%는 마야어를 사용하는 것으로 추정된다. 멕시코의 마야어 화자 수는 2010년에 250만 명으로 추산되었으며 벨리즈의 화자 수는 약 3만 명으로 추산된다.

### 서마야어파
촐어군 언어들은 원래 마야 지역에 널리 퍼져 있었으나, 오늘날 화자 수가 가장 많은 언어는 촐어로 치아파스주에서 13만 명이 사용한다. 그와 가장 가까운 친척인 촌탈 마야어는 타바스코주에서 55,000명이 사용한다. 또하나의 친족 언어는 오늘날 사멸 위기에 놓인 초르티어로, 과테말라에서 3만 명이 사용한다. 과거에 초르티어는 온두라스와 엘살바도르의 서쪽 끝에서도 쓰였지만, 엘살바도르 방언은 현재 사멸했고 온두라스 방언도 사멸 직전으로 여겨진다. 초르티어의 자매 언어인 촐티어 역시 사멸했다. 촐어군 언어는 어휘와 음운 면에서 가장 보수적인 분기군으로 여겨지며, 중부 저지대의 고전 시대 명문에서 쓰인 언어와 가까운 관계이다. 이들 언어는 우세 언어로 쓰이며 어떤 지역에서는 다른 방언과 공존했을지도 모른다. 그렇게 가정하면 초르티어 지역과 촐어 및 촌탈어 사용 지역 간의 거리에 대한 신빙성 있는 설명이 될 것이다.
촐어군의 가장 가까운 친척은 첼탈어군에 속한 초칠어와 첼탈어이다. 둘 모두 치아파스주에서 쓰이며, 화자 집단은 크고 안정적이거나 성장 중이다. (초칠어는 265,000명, 첼탈어는 215,000명.) 첼탈어를 유일한 언어로 사용하는 화자의 수는 수만 명에 달한다.
칸호발어는 과테말라의 우에우에테낭고주에서 77,700명이 사용하며 다른 지역에도 화자가 조금 있다. 과테말라의 칸호발어군 언어 사용 지역에서는 과테말라 내전 중 집단학살 정책과 과테말라-멕시코 국경과의 근접성으로 인해 많은 난민이 발생했다. 이 때문에 오늘날 칸호발어, 하칼텍어, 아와카텍어 화자 집단이 멕시코와 미국의 여러 지역(예컨대 오하이오주 터스커라워스군과 로스앤젤레스), 그리고 전쟁 후 재정착을 통해 과테말라의 다른 지역에도 존재하게 되었다. 하칼텍어(또는 폽티어)는 우에우에테낭고주의 여러 군에서 거의 10만 명이 사용한다. 칸호발어군의 또다른 일원은 아카텍어로, 산미겔아카탄군과 산라파엘라인데펜덴시아군에서 5만 명 이상이 사용한다.
추흐어는 우에우에테낭고에서 4만 명이 사용하며, 또한 멕시코 국경 너머와 치아파스주 라트리니타리아와 치스카우 및 콰우테목 마을에서 9,500명(주로 난민)이 사용한다. 토홀라발어는 치아파스주 동부에서 36,000명이 사용한다.

### 동마야어파
키체·맘어파는 과테말라 고지대에 분포한다.
켁치어는 키체맘어파 내에서 독자적인 분기군을 이루며, 과테말라의 페텐주, 이사발주, 알타베라파스주에서 80만 명이 사용하고 벨리즈에서도 9천 명이 사용한다. 엘살바도르에서도 최근 이민의 결과로 12,000명이 사용한다.
우스판텍어 역시 키체맘어파 내의 독자적인 분기군으로 키체주 우스판탄군만의 토착어이며 화자는 3천 명이다.
키체어군에 속하는 키체어는 과테말라 고지대에서 약 100만 명의 키체 마야인이 사용하여 마야어 중 화자 수가 가장 많다. 치치카스테낭고와 케찰테낭고 마을 주변과 추추마탄 산맥 주민들이 사용하고, 과테말라시 이주민들도 사용한다. 유명한 마야 신화 문헌인 포폴 부흐는 고전 키체어라 불리는 키체어의 고어형으로 기록되었다. 키체 문화는 스페인 정복 시기에 그 정점에 이르렀고, 오늘날의 산타크루스델키체 가까이 위치한 도시 쿠마르카흐가 그 경제와 제례의 중심지였다. 아치어는 바하베라파스주의 쿠불코군과 라비날군에서 85,000명이 사용한다. 라일 캠벨과 같은 이들의 분류에 따르면 아치어는 키체어의 일종이다. 그러나 역사상에 일어난 두 민족의 분리로 인하여 아치 마야족은 스스로를 키체족으로 여기지 않는다. 칵치켈어는 과테말라시로부터 서쪽으로는 아티틀란호 북안에 이르는 지역에서 약 40만 명이 사용한다. 추투힐어는 아티틀란호 인근에 9만 명의 화자가 있다. 키체어군의 다른 언어로는 주로 키체주에서 15,000명이 사용하는 사카풀텍어와 산마르코스주 시파카파에서 8천 명이 사용하는 시파카파어가 있다.
맘어파에서 가장 큰 언어는 맘어로 우에우에테낭고주와 산마르코스주에서 478,000명이 사용한다. 아와카텍어는 우에우에테낭고주 아과카탄군 중부 주민 2만 명이 사용한다. 이실어(3개의 독립된 언어일 수도 있음)는 키체주의 이실 삼각형 지역에서 7만 명이 사용한다. 텍티텍어(또는 테코어)는 텍티탄군에서 6천 명이 사용하고, 멕시코에서도 난민 1천 명이 사용한다. 에스놀로그에 따르면 텍티텍어 화자 수는 증가 추세이다.
포콤어군은 키체어군과 가까운 관계이며 함께 키체맘어파 내에서 포콤·키체어군을 이룬다. 포콤치어는 바하베라파스주 푸룰라군과 알타베라파스주의 산타크루스베라파스군, 산크리스토발베라파스군, 탁틱군, 타마후군, 투쿠루군에서 약 90,000명이 사용한다. 포코맘어는 과테말라의 여러 작은 지역에서 49,000명이 사용한다.

### 유카텍어파

유카탄반도의 유카텍 마야어 사용 지역

유카텍 마야어(화자들은 단순히 “마야”라고 부름)는 멕시코에서 가장 많이 쓰이는 마야 언어이다. 오늘날 약 80만 명이 사용하며, 그 대부분은 유카탄반도에 산다. 유카탄주 및 이웃한 킨타나로오주와 캄페체주에서 흔하게 쓰인다.
유카텍어파의 나머지 세 언어는 벨리즈에서 약 1만 명이 사용하는 모판어, 과테말라 페텐 분지의 소멸위기언어인 이차어, 치아파스주의 라칸돈 열대우림 외곽 마을에서 약 천 명이 사용하는 라칸돈어 또는 라칸툼어이다.

### 와스텍어파
와스텍어는 멕시코 베라크루스주와 산루이스포토시주에서 약 11만 명이 사용한다. 와스텍어는 현대 마야어 중 가장 이질적이다. 치코무셀텍어는 와스텍어와 가까운 언어로 치아파스주에서 쓰였으나 1982년 이전 어느 시점에 사멸했다.

## 음운론

### 마야조어 음소 체계
마야조어(비교 재구로 추정한 마야어족의 공통 조상)는 CVC 음절 구조가 지배적이었으며 자음군은 음절 경계에서만 허용되었다. 대부분의 마야조어 어근은 단음절어였지만, 일부 명사 어근은 두 음절이었다. 뒤이은 모음 탈락으로 인해 오늘날 많은 마야 언어는 음절초와 음절말 모두에서 복잡한 자음군이 나타난다. 라일 캠벨과 테렌스 코프먼의 재구에 따르면, 마야조어에는 다음과 같은 음소가 있었다. 오늘날 네 개의 마야어족 언어가 성조를 지닌다는 사실을 바탕으로(유카텍어, 우스판텍어, 산바르톨로메 초칠어, 모초어) 마야조어가 성조 언어였다고 제안한 이도 있지만, 이 언어들이 각기 다른 방식으로 성조를 발생시켰음을 보일 수 있으므로 캠벨은 그럴 개연성이 낮다고 본다.
|        | 전설   | 전설   | 중설   | 중설   | 후설   | 후설 |
| 단모음 | 장모음 | 단모음 | 장모음 | 단모음 | 장모음 |      |
| ------ | ------ | ------ | ------ | ------ | ------ | ---- |
| 고모음 | i      | iː     |        |        | u      | uː   |
| 중모음 | e      | eː     |        |        | o      | oː   |
| 저모음 |        |        | a      | aː     |        |      |

|        | 양순음 | 양순음 | 치경음 | 치경음 | 경구개음 | 경구개음 | 연구개음 | 연구개음 | 구개수음 | 구개수음 | 성문음 |   |
| 기본   | 내파음 | 기본   | 방출음 | 기본   | 방출음   | 기본     | 방출음   | 기본     | 방출음   | 기본     |        |   |
| ------ | ------ | ------ | ------ | ------ | -------- | -------- | -------- | -------- | -------- | -------- | ------ | - |
| 파열음 | p      | ɓ      | t      | tʼ     | tʲ       | tʲʼ      | k        | kʼ       | q        | qʼ       | ʔ      |   |
| 파찰음 |        |        | t͡s     | t͡sʼ    | t͡ʃ       | t͡ʃʼ      |          |          |          |          |        |   |
| 마찰음 |        |        | s      | s      | ʃ        | ʃ        | x        | x        |          |          | h      | h |
| 비음   | m      | m      | n      | n      |          |          | ŋ        | ŋ        |          |          |        |   |
| 유음   |        |        | l r    | l r    |          |          |          |          |          |          |        |   |
| 반모음 |        |        |        |        | j        | j        | w        | w        |          |          |        |   |

### 마야어의 음운론적 변천
마야어의 분류는 언어들 간에 공통된 변화를 바탕으로 한다. 예를 들어, 서부 어파들은 (와스텍어파, 유카텍어파, 촐어파 등) 모두 마야조어 음소 */r/을 [j]로 바꾸었고, 동부 어파의 몇몇 언어들은 [r]을 보존했으며(키체어파), 다른 언어들은 [tʃ], 또는 어말에서 [t]로 바꾸었다(맘어파). 와스텍어파·유카텍어파·촐어파가 같은 변화를 겪었다는 사실은, 다른 어파들의 변화가 일어나기 이전에 그들이 다른 마야어들로부터 갈라졌음을 보여준다.
| 마야조어       | 와스텍어 | 유카텍어 | 모판어  | 첼탈어 | 추흐어  | 칸호발어 | 맘어               | 이실어  | 키체어 | 칵치켈어 | 포코맘어 | 켁치어 |
| -------------- | -------- | -------- | ------- | ------ | ------- | -------- | ------------------ | ------- | ------ | -------- | -------- | ------ |
| *[raʔʃ] "녹색" | [jaʃ]    | [jaʔʃ]   | [jaʔaʃ] | [jaʃ]  | [jaʔaʃ] | [jaʃ]    | [tʃaʃ]             | [tʃaʔʃ] | [raʃ]  | [rɐʃ]    | [raʃ]    | [raʃ]  |
| *[war] "잠"    | [waj]    | [waj]    | [wɐjn]  | [waj]  | [waj]   | [waj]    | [wit] (아와카텍어) | [wat]   | [war]  | [war]    | [wɨr]    | [war]  |

경구개음화 파열음 [tʲ]와 [tʲʼ]는 현대 마야어에는 없다. 이 소리들은 어파에 따라 다른 소리로 변화했으며, 변화한 모습으로 보아 원래 경구개음화 파열음이었음을 짐작할 수 있다. 동부 어파들(추흐·칸호발어파, 촐어파)에서는 [t]와 [tʼ]로 남아 있고, 맘어파에는 [ts]와 [tsʼ]로, 키체어파에는 [tʃ]와 [tʃʼ]로 남아 있다. 유카텍어는 다른 서부 언어들과 달리, 경구개음화 파열음이 때로는 [tʃ]로 때로는 [t]로 바뀌었다.
| 마야조어        | 유카텍어 | 칸호발어 | 폽티어 | 맘어    | 이실어 | 키체어  | 칵치켈어 |
| --------------- | -------- | -------- | ------ | ------- | ------ | ------- | -------- |
| *[tʲeːʔ] "나무" | [tʃeʔ]   | [teʔ]    | [teʔ]  | [tseːʔ] | [tseʔ] | [tʃeːʔ] | [tʃeʔ]   |
| *[tʲaʔŋ] "재"   | [taʔn]   | [tan]    | [taŋ]  | [tsaːx] | [tsaʔ] | [tʃaːx] | [tʃax]   |

마야조어의 연구개 비음 *[ŋ]은 동부 어파들(키체·맘어파)에는 [x]로 남아 있고, 칸호발어파·촐어파·유카텍어파에는 [n]으로, 와스텍어파에는 [h]로 남아 있으며, 추흐어와 하칼텍어에만 [ŋ]으로 보존되어 있다.
| 마야조어       | 유카텍어 | 칸호발어 | 하칼텍어 | 이실어 | 키체어 |
| -------------- | -------- | -------- | -------- | ------ | ------ |
| *[ŋeːh] "꼬리" | [neːh]   | [ne]     | [ŋe]     | [xeh]  | [xeːʔ] |

## 문법
마야어의 형태론은 다른 메소아메리카 언어에 비해 단순한 편이나, 그럼에도 언어유형학적으로는 교착어 또는 포합어로 분류된다. 동사는 문법상 또는 시제, 주어의 인칭과 수, 목적어의 인칭과 수(타동사의 경우)에 따라 굴절한다. 피소유 명사는 소유자의 인칭에 따라 굴절한다. 마야어에서 명사는 격 표지를 받지 않으며 성도 표시받지 않는다.

### 어순
마야조어는 기본 어순이 VOS형이었으며 특별한 상황에서는 VSO형 어순도 가능했다고 생각된다. 특별한 상황의 예로는 복문이나 주어와 목적어의 유정성이 같고 주어가 한정명사인 경우가 있다. 오늘날 유카텍어파, 초칠어, 토홀라발어의 기본 어순은 VOS형으로 고정되어 있다. 맘어파, 칸호발어, 하칼텍어와 추흐어의 한 방언은 VSO형으로 고정이다. 다른 마야 언어들은 VSO와 VOS 어순을 모두 허용한다.

### 수분류사
많은 마야 언어에서는 셈을 할 때 수분류사가 필요하다. 수분류사는 셈해지는 대상의 분류를 나타내며, 수사는 반드시 수분류사와 함께 나타난다. 칵치켈어와 같은 몇몇 마야 언어들에는 수분류사가 없다. 대상의 분류는 대상이 유정물이냐 무정물이냐에 따라, 또는 대상의 전반적인 모양에 따라 정해진다. 예를 들어 “납작한” 대상을 셀 때는 둥근 물체나 직사각형 모양 물체나 사람을 셈할 때와 다른 수분류사를 사용하는 것이다. 촌탈어와 같은 언어에서 수분류사는 수사에 붙는 접사 꼴이며, 첼탈어와 같은 언어에서는 독립된 단어이다. 하칼텍어에는 수분류사뿐만 아니라 명사분류사도 존재하며, 명사분류사는 대명사로도 쓰일 수 있다.
명사의 의미는 동반하는 수분류사에 따라 크게 바뀔 수 있다. 촌탈어를 예로 들면, 식물의 이름이 분류사 -tek과 함께 쓰이면 나무 전체를 셈하는 것이다. 그러나 분류사 -tsʼit (길고 가는 물체를 셀 때 쓰임)와 함께 쓰이면 나뭇가지만을 셈하는 것이 된다.
| untek wop (one-tree Jahuacte) “하왁테 나무 한 그루” | untek wop (one-tree Jahuacte) “하왁테 나무 한 그루” | untek wop (one-tree Jahuacte) “하왁테 나무 한 그루” | untsʼit wop (one-stick jahuacte) “하왁테 나뭇가지 한 자루” | untsʼit wop (one-stick jahuacte) “하왁테 나뭇가지 한 자루” | untsʼit wop (one-stick jahuacte) “하왁테 나뭇가지 한 자루” |
| un-                                                 | tek                                                 | wop                                                 | un-                                                        | tsʼit                                                      | wop                                                        |
| one-                                                | “plant”                                             | jahuacte tree                                       | one-                                                       | "long.slender.object"                                      | jahuacte tree                                              |

### 소유
마야어 명사 형태론은 단순한 편이다. 명사는 수(단수/복수)에 따라 굴절하며, 피소유자일 경우 소유자의 인칭과 수에 따라서도 굴절한다. 소유자가 대명사인 경우는 명사에 붙이는 접두사로 소유자를 표시한다. 예를 들어 칵치켈어로는 ru-kej “그의 말”과 같이 표현한다. 또한 피소유 명사를 나타내는 특수한 표지가 붙을 수도 있다. 소유자가 명사인 경우, 피소유 명사는 3인칭 소유자 형태로 굴절하며 그 뒤 소유자 명사가 나온다. 예를 들어 칵치켈어로는 ru-kej ri achin “그 남자의 말” (말 그대로 하면 “그의 말 그 남자”)과 같이 표현한다. 이런 유형의 구문은 메소아메리카 언어 지역을 정의하는 특성 중 하나이며 메소아메리카 전역에서 찾아볼 수 있다.
마야어족 언어는 피소유 명사에 표시를 달리함으로써 양도가능 소유와 양도불능 소유를 구분하는 경우가 많다. 예를 들어 하칼텍어는 양도불능 소유 wetʃel “내 사진 (내가 찍힌 사진)”과 양도가능 소유 wetʃele “내 사진 (내가 찍은 사진)”을 구분한다. 여기서 접두사 we-는 모두 1인칭 단수 소유자를 나타내지만, 전자에는 소유접미사 -e를 붙이지 않음으로써 양도불능 소유를 나타낸다.

### 관계명사
마야어족 언어에는 전치사가 전혀 없거나, 있더라도 하나뿐이다. 위치 또는 물체 간의 다른 관계를 표현할 때는 “관계명사”라는 특수한 부류의 명사가 쓰인다. 이 패턴은 메소아메리카 전역에서 마찬가지로 나타나며 메소아메리카 언어 지역을 구분하는 또다른 기준 중 하나이다. 마야어에서 대부분의 관계명사는 신체부위 명사에서 비유적으로 확장된 것이다. 예를 들어 “~ 위에”라는 개념은 “머리”라는 단어로 표현된다.

### 주어와 목적어
마야 언어들은 정렬 면에서 능격-절대격 언어이다. 이 말은 자동사의 주어를 타동사의 목적어와 문법적으로 비슷하게 취급하고, 타동사의 주어와는 다르게 취급한다는 뜻이다.
마야어에는 동사에 붙어 그 논항의 인칭을 표시하는 두 계열의 접사가 있다. 그 중 한 계열은 (마야어학에서 흔히 B 계열로 불림) 자동사 주어 또는 타동사 목적어의 인칭을 표시한다. 이 접사는 동사뿐 아니라 형용사·명사 술어에도 붙어서 주어를 표시할 수 있다.
| 쓰임               | 예문         | 언어     | 번역                    |
| ------------------ | ------------ | -------- | ----------------------- |
| 자동사의 주어      | x-ix-ok      | 칵치켈어 | “너희가 들어왔다.”      |
| 타동사의 목적어    | x-ix-ru-chöp | 칵치켈어 | “그가 너희를 데려갔다.” |
| 형용사 술어의 주어 | ix-samajel   | 칵치켈어 | “너희는 근면하다.”      |
| 명사 술어의 주어   | ʼantz-ot     | 초칠어   | “너는 여자다.”          |

또 하나의 계열 (A계열)은 타동사 주어의 인칭을 표시하고(또한 유카텍어 등 몇몇 언어에서는 자동사 주어의 인칭을 나타내기도 하지만, 미완료상인 경우에 한한다), 명사(관계명사 포함)의 소유자를 표시한다.
| 쓰임          | 예문            | 언어        | 번역                                                     |
| ------------- | --------------- | ----------- | -------------------------------------------------------- |
| 타동사의 주어 | x-ix-ru-chöp    | 칵치켈어    | “그가 너희를 데려갔다.”                                  |
| 소유표지      | ru-kej ri achin | 칵치켈어    | “그 남자의 말” (말 그대로는 "그의 말 그 남자")           |
| 관계명사 표지 | u-wach ulew     | 고전 키체어 | “땅 위에” (말 그대로는 “그것의 얼굴 땅”, 즉 “땅의 얼굴”) |

### 동사
마야어 동사에는 주어와 목적어뿐 아니라 시제, 상, 법을 나타내는 접사가 붙는다.
| 상/법/시제                                 | A계열 접두사                | B계열 접두사            | 어근  | 상/법/시제 | 복수표지 |
| ------------------------------------------ | --------------------------- | ----------------------- | ----- | ---------- | -------- |
| k-                                         | in-                         | a-                      | chʼay | -o         |          |
| 미완료                                     | 1인칭 단수 목적어(피행위자) | 2인칭 단수 주어(행위자) | 치다  | 미완료     |          |
| (키체어) kinachʼayo “네가 나를 치고 있어.” |                             |                         |       |            |          |

마야어의 시제 체계는 대체로 단순하다. 예를 들어 하칼텍어는 과거와 비(非)과거의 구분밖에 없고, 맘어는 미래와 비미래의 구분밖에 없다. 일반적으로 상 체계가 보다 두드러진다. 마야어에서 서법은 별개의 체계를 이루기보다는 시제/상 체계와 얽혀 있는 경우가 일반적이다. 코프먼이 재구한 마야조어의 시제·상·법 체계에는 미완료상, 진행상, 완료상/비지속상, 명령법, 가능법/미래시제, 원망법, 완망상의 7가지 범주가 있다.
마야어에는 다양한 태가 나타나는 편이다. 마야어에는 수동태 구문이 적어도 하나 존재했으며, 피행위자에 대한 행위자의 중요성을 격하시키는 역수동태 구문도 존재했다. 현대 키체어에는 두 종류의 역수동태 구문이 있는데, 하나는 피행위자에 초점을 주는 기능이 있고 다른 하나는 동사 행동을 강조하는 기능이 있다. 마야어에 나타나는 다른 태 관련 현상으로는 중간수동태, 목적어 포합, 도구격 적용태(도구격어를 목적어로 승격시킴), 지시적 적용태(적용태의 일종으로서, 수혜자나 피수여자 등 간접목적어를 목적어로 승격시킴) 등이 있다.

### 상태사와 위치사
마야어에서 상태사란 성질이나 상태를 표현하는 술어로서, 그 통사적 성질은 인도유럽어 동사와 형용사의 중간쯤이다. 상태사는 동사처럼 인칭에 따라 굴절할 때도 있지만, 일반적으로 시제나 상 등 순수하게 동사적인 범주로는 굴절하지 않는다. 상태사는 형용사, 위치사, 수사가 될 수 있다.
위치사는 마야어에 고유한 어근의 부류로서, 물체나 사람의 위치나 모양에 관련된 의미를 지닌 형용사나 동사를 (주로 접미사의 도움을 받아) 형성한다. 마야어족 언어에는 약 250~500개의 위치사 어근이 존재한다.
Telan ay jun naq winaq yul bʼe.

길에  넘어져 누워 있는 남자가 있다.

Woqan hin kʼal ay max ekkʼu.

나는 온 하루를 앉아서 보냈다.

Yet ewi xoyan ay jun lobʼaj stina.

어제 집 입구에 똬리를 틀고 누운 뱀이 있었다.

위의 칸호발어 예문에서 위치사는 각각 telan(“크거나 원통형인 물체가 넘어진 듯 누워 있는 모양”), woqan(“사람이 의자 같은 데 앉아 있는 모양”), xoyan(“줄이나 뱀처럼 말려 있는 모양”)이다.

### 조어법
명사 어근들을 결합하여 새로운 명사를 만드는 경우가 흔하며, 명사에서 동사를 파생하는 형태론적 과정도 많다. 생산성 높은 동사 파생접사도 여러 종류가 존재하며, 그 대부분은 타동성이나 태를 나타낸다.
다른 메소아메리카 언어와 마찬가지로 신체부위를 가리키는 어근을 은유적으로 사용해 위치사와 관계명사 등을 만드는 경우가 많다. 예를 들어 칵치켈어 -pan(“배” 또는 “안”) 이나 -wi(“머리카락” 또는 “~ 위”) 등이다.

## 마야어에서 유래한 단어
마야어에서 왔거나 그랬을 가능성이 있는 차용어들이 다른 언어에 존재한다. 특히 스페인어와 영어, 이웃한 메소아메리카 언어들이 그러하다. 거꾸로 마야어도 다른 언어들로부터, 특히 스페인어로부터 많은 차용어를 받아들였다.
‘시가’라는 단어는 마야어에서 왔다. 마야어로 ‘sic’는 “담배”라는 뜻이고 ‘sicar’는 “담뱃잎을 피우다”라는 뜻인데, 이것이 ‘시가’와 ‘시가렛’의 어원임이 거의 확실하다.
영어 단어 ‘허리케인(hurricane)’은 스페인어 ‘huracán’의 차용어인데 이는 마야 폭풍의 신 우라칸의 이름과 관련 있다고 여겨진다. 그러나 이 단어는 카리브 언어나 타이노어에서 유래했을 가능성도 있다.

## 문자 체계

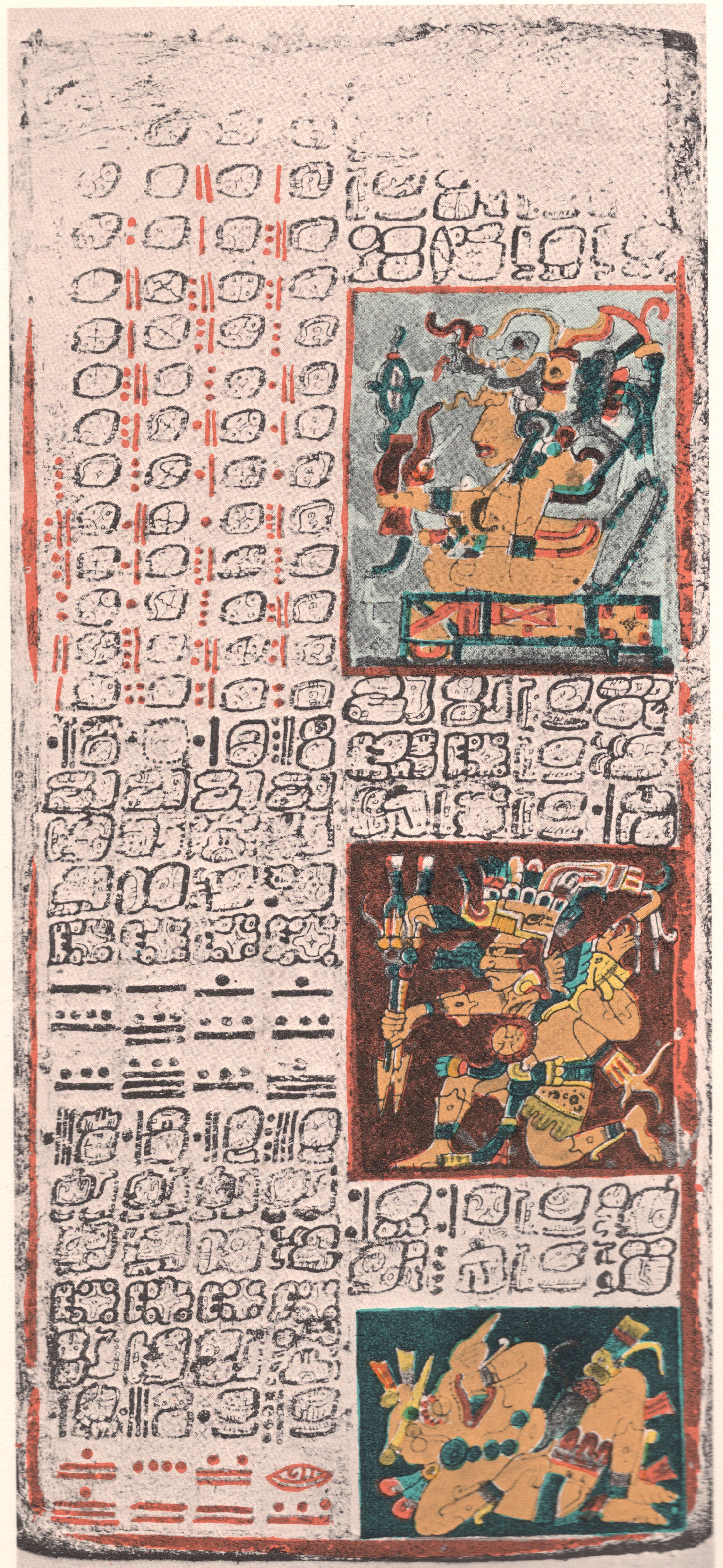
드레스덴 코덱스의 유카텍어 기록. 11-12세기경 치첸이차.

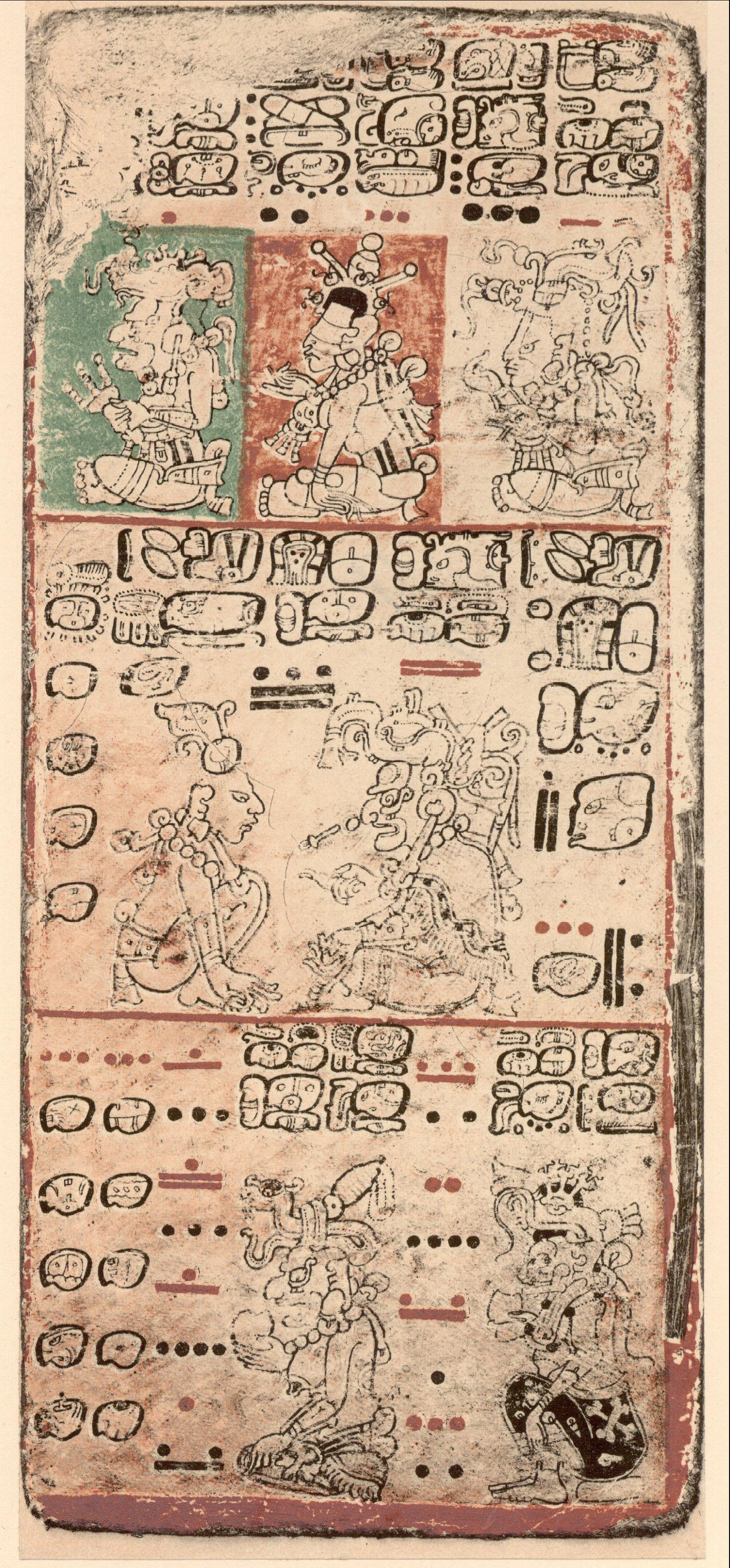
드레스덴 코덱스 9페이지에 마야 문자로 적힌 고전 마야어 (1880년 푀르스터만 판본에서 발췌)

콜럼버스 이전 시대에 마야어를 표기하는 데 쓰였고 오늘날 수많은 마야 유적지에 새겨져 있는 복잡한 문자 체계는 오늘날 거의 완전히 해독되었다. 마야 문자는 표어문자와 음절문자 체계가 섞여 있다.
식민 지배기에 마야 언어들은 로마자 기반 체계로 표기되기 시작했다. 정서법 개발은 대부분 선교사 겸 문법학자가 맡았다. 모든 현대 마야어가 정서법 표준을 갖춘 것은 아니지만 과테말라의 마야 언어들은 과테말라 마야어 학술원(ALMG)에서 개발한 표준화된 로마자 기반 음소적 표기 체계를 사용한다. 멕시코에서는 국립 토착언어 연구소(스페인어: Instituto Nacional de Lenguas Indígenas, INALI)가 마야 언어들의 정서법을 개발 중이다.

### 마야 문자
유럽인과의 접촉 이전에 마야 문명은 정교하고 완전한 문자 체계를 만들어 쓰고 있었다. 마야 문자는 메소아메리카의 문자 체계 중 유일하게 대부분 해독된 체계이다. 마야 지역 서부와 북부에는 사포텍, 올멕, 베라크루스주 남부와 치아파스주 서부의 소케어파 민족처럼 마야보다 일찍 발흥하였고 문자 기록을 남긴 문명들이 있었지만, 그들의 문자 체계는 여전히 해독되지 못한 부분이 많다. 학자들은 마야 문자가 이들 문자 체계 중 하나 이상으로부터 기원했다는 데 대체로 동의한다. 몇몇 학자는 미해독된 올멕 문자가 마야 문자의 조상일 가능성이 가장 높다고 주장한다.
학자들은 마야 문자를 해독하는 과정에서 마야 문자가 어떤 구어 문장이라도 표현할 수 있는 완전한 문자 체계임을 점차 깨닫게 되었다. 마야 문자는 표어음절문자라는 유형의 문자인데, 표어음절문자 체계에서 각 기호(자형 또는 자소라고도 함)는 표어문자로서 형태소를 나타내기도 하고 음절문자로서 음절을 나타내기도 한다. 마야 문자는 완전한 음절문자 체계를 포함하고 있어서(그러나 모든 음절이 확인되지는 않았다) 어떠한 마야어 표현이라도 음절 단위로 끊어서 소리나는 대로 표기할 수 있었다.
마야 문자 기록에서는 적어도 두 개의 주요 마야 언어가 분명히 확인되며, 그 밖의 마야 언어도 어느 정도 확인된다. 기록 중 가장 큰 비율을 차지하는 것은 이른바 고전 마야어로 알려진 오래된 언어형이며, 특히 남부와 중부 저지대의 고전기 명문에서 그러하다. 이 언어는 오늘날 촐어, 초르티어, 촌탈어 등이 속하는 촐어파와 가장 가까운 계통이다. 초기 유카텍어파 언어(현대 유카텍어의 조상)로 된 명문도 확인되었으며, 주로 유카탄반도 지역에서 고전기 이후에 기록된 것들이다. 현전하는 마야 코덱스 네 권 중 세 권이 유카텍어파 언어로 되어 있다. 또한 치아파스 고지대의 명문 중 일부는 현대 첼탈어와 초칠어의 조상인 첼탈어파 언어로 쓰였으리라고 추정된다. 다른 지역의 방언도 기록되었으리라 추정되지만 아직 확실하게 밝혀진 바는 없다.
마야 문자 사용과 그에 대한 지식은 적어도 16세기 스페인의 침략 전까지는 계속 이어져 왔다. 천주교 유카탄대교구의 디에고 데 란다칼데론 주교가 마야 문자 사용을 금지함에 따라 메소아메리카의 고유 문자 사용은 끝을 맞았다. 그는 자신이 이교의 우상 숭배로 간주한 마야의 관습을 뿌리뽑고 마야인을 기독교로 개종시키는 과정에서 스페인 식민 지배자들과 함께 대부분의 마야 문서를 파괴했다. 훗날 그는 유카텍 마야인의 종교 의식에서 마야 문자의 사용을 기술한 《Relación de las cosas de Yucatán》을 저술했다.

### 식민기 정서법
식민기 마야어 로마자 정서법의 특징은 다음과 같다. ‹c›가 /k/를 나타내고, ‹k›가 과테말라에서는 /q/, 유카탄에서는 /kʼ/를 나타내며, ‹h›가 /x/를 나타내고 ‹tz›가 /ts/를 나타낸다. 성문 파열음과 모음의 길이는 표시하지 않는다. (단, 성문음화된 장모음은 모음 글자를 중복해서 나타내기도 한다. 예: ‹uuc› /uʼuk/) ‹uac› /wak/에서처럼 ‹u›로써 /w/를 나타내고, /s/는 ‹z›, ‹ç›, ‹s›등으로 다양하게 나타난다. 무엇보다도 현대 정서법과의 가장 큰 차이는 방출음을 표기하는 방식이다.
1550년경 프란시스코 데 라 파라는 과테말라 마야 언어들의 방출음을 적기 위해 트레시요와 쿠아트리요라는 글자를 새로 만들었다. 이후 프란치스코회의 마야어 문헌에는 모두 이 글자들이 쓰였으며 오늘날까지도 가끔 보인다. 1605년에 알론소 우르바노는 오토미어 방출음을 적을 때 중복된 자음 글자로 표기했는데(‹pp›, ‹tt›, ‹ttz›, ‹cc›/‹cqu›), 마야어족에도 비슷한 체계가 도입되었다. 유카텍 마야어의 경우 자음 글자에 획을 추가하거나 글자의 줄기를 겹으로 쓰기도 했다.
| 음운 | 유카텍어      | 파라   |
| ---- | ------------- | ------ |
| pʼ   | pp, ꝑ, ꝑꝑ, 𝕡* |        |
| tʼ   | th, tħ, ŧ     | tt, th |
| tsʼ  | ɔ, dz         | ꜯ      |
| tʃʼ  | cħ            | ꜯh     |
| kʼ   | k             | ꜭ      |
| qʼ   |               | ꜫ      |

*글자 𝕡의 줄기 부분만 두 겹으로 적어야 하나, 유니코드에는 그런 글자가 없다.
‹tz›의 합자로 ꜩ와 아울러 ꜭ, ꜫ도 쓰였다. 유카텍어에서 /tsʼ/를 ‹dz›로 적은 관습은 ‘Dzib’과 같은 마야 성씨에 남아 있다.

### 현대 정서법

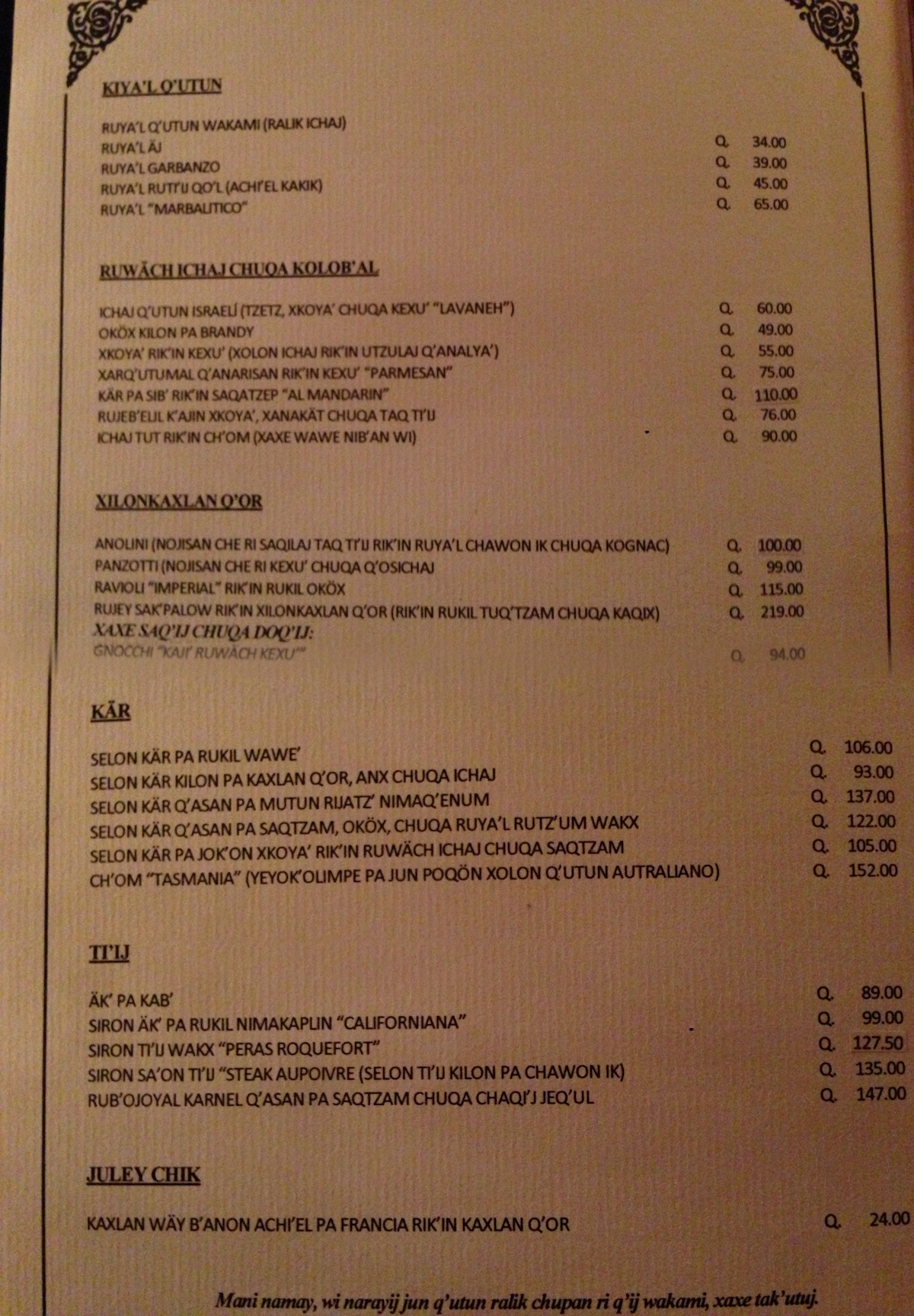
칵치켈어로 된 메뉴판. 안티과과테말라.

식민 시대 이래 마야어는 사실상 로마자로만 쓰였다. 마야어의 로마자 표기는 본디 스페인어 정서법에 기반해 있었으며 저자마다 조금씩 달랐고, 표준 정서법이 확립된 것은 최근의 일이다. 처음으로 폭넓게 수용된 정서법은 알프레도 바레라 바스케스의 지휘 아래 1980년에 출판된 〈코르데메흐 마야어 사전(스페인어: Diccionario Maya Cordemex)〉의 저자 및 기여자들이 개발한 유카텍 마야어 정서법이다. 뒤이어 1986년에 설립된 과테말라 마야어 학술원(ALMG)은 이 정서법을 22개 마야 언어(대부분 과테말라의 언어)에 알맞게 변용하였다. 이 정서법은 대체로 음소적이나, 방출음에 쓰이는 어포스트로피와 성문 파열음의 구분을 버렸기 때문에 방출음 /tʼ/와 파열음-성문 파열음 연쇄 /tʔ/가 모두 ‹tʼ›로 표기된다. (과거에는 각각 ‹tʼ›와 ‹t7›로 표기하였다.) 주로 멕시코 치아파스주에서 쓰이는 다른 주요 마야 언어, 예컨대 초칠어, 첼탈어, 촐어, 토홀라발어 등은 대체로 여기에 포함되지 않으며, 때때로 치아파스주의 주립 원주민 언어·예술·문학 센터(CELALI)에서 개발한 표준 철자법에 따라 표기된다. 이 철자법에서는 ‹tz› 대신 ‹ts›를 사용하기 때문에, ‘초칠’을 예로 들면 ‹Tzotzil›이 아니라 ‹Tsotsil›로 표기한다.

## 문학
마야 문명 고전기로부터 현대에 이르기까지 마야어로 수많은 문학 작품이 쓰여 왔다. 현재 전해지는 마야어로 된 가장 오래된 글은 주로 기념비에 새겨진 왕위 계승, 정복, 달력, 천문 현상 따위의 기록이다. 아마틀 나무껍질로 만든 종이책인 마야 코덱스에는 다른 종류의 문학이 기록되었을 가능성이 크다. 세월의 흐름과 스페인 선교사들에 의한 의도적인 파괴로 인해 오늘날 남아 있는 마야 코덱스는 단 네 권뿐이다.
스페인의 멕시코 정복 이후 마야 언어들은 로마자로 기록되기 시작했다. 마야어로 된 식민기 문학 작품 중 가장 유명한 것은 신화와 역사적 서사가 결합된 《포폴 부흐》이다. 17세기에 고전 키체어로 쓰인 이 작품은 현재 전해지지 않는 1550년대 작품을 기반으로 한 것으로 여겨진다. 이 시기의 다른 키체어 작품으로는 키체족의 역사를 기록한 《토토니카판의 칭호》(스페인어: Título de Totonicapán)와 17세기에 쓰인 희곡인 《라비날 아치》(스페인어: Rabinal Achí) 등이 있다. (후자는 아치 방언(아치어)로 쓰였다.) 칵치켈족의 역사를 기록한 16세기 후반의 《칵치켈 연대기》는 《포폴 부흐》의 내용에 대응하는 요소를 여럿 담고 있다. 식민기 유카텍 마야어로 된 중요한 자료로는 역사, 예언, 각종 실용적 지식을 집대성한 칠람 발람(Chilam Balam)의 책들이 있다. 이 시기의 운문을 담은 유일한 책은 아흐 밤(Ah Bam)이 지은 《치발체의 노래들》(스페인어: Los cantares de Dzitbalché)이다.
식민 시대에 많은 신부와 수사들이 ‘아르테스’(스페인어: artes)라는 제목으로 마야어 문법서를 썼다. 이런 문법서가 전해지는 언어로는 칵치켈어, 고전 키체어, 첼탈어, 초칠어, 유카텍어 등이 있다. 어떤 문법서에는 마야어로 번역한 가톨릭 교리 문답이 붙어 있기도 하다.
식민 이후 시대(1821년 멕시코의 독립 후)에도 마야인은 풍부한 구전 문학을 창작했지만 이 시기에 창작되어 문자로 기록된 작품은 거의 없다.
독립 이후 멕시코와 과테말라의 교육 체계에서 토착어는 배제되었기 때문에 마야인은 대부분 마야어에 문맹이었으며 읽고 쓰는 것은 스페인어에 한정되었다. 그러나 코르데메흐(Cordemex)와 과테말라 마야어 학술원의 설립(1986년) 이후 마야어 문해율이 높아지기 시작했고 여러 원주민 작가들이 마야어로 저술 활동을 시작했다. 이 세대의 주요한 작가로는 스페인어-키체어 이중언어로 작품을 출판하는 키체 시인 움베르토 아카발(Humberto Akʼabʼal)과, 《포폴 부흐》를 스페인어와 현대 키체어로 번역해 높은 평가를 받은 키체 학자 루이스 엔리케 산 콜롭(Luis Enrique Sam Colop, 1955–2011) 등이 있다.

### 인용
1. ↑  Hammarström, Harald; Forkel, Robert; Haspelmath, Martin; Bank, Sebastian, 편집. (2023). 〈Mayan〉. 《Glottolog 4.8》. Jena, Germany: Max Planck Institute for the Science of Human History.
2. ↑  Spence, et al. (1998).
3. ↑  과테말라 정부는 아치어를 키체어의 변이형으로 간주한다. 아치어를 포함하면 오늘날 30개의 마야어가 존재한다.
4. 1 2 3  Campbell (1997), p.165.
5. ↑  Kettunen & Helmke 2005, 6쪽.
6. ↑  Campbell 1997, 165쪽.
7. ↑  Kaufman & with Justeson 2003.
8. 1 2 3 4 5  Campbell & Kaufman 1985.
9. ↑  Kaufman 1976.
10. 1 2  Robertson & Houston 2002.
11. ↑  Hruby & Child 2004.
12. 1 2 3  Kettunen & Helmke (2005, 12쪽)
13. 1 2  Houston, Robertson & Stuart 2000.
14. ↑  Mora-Marín 2009.
15. ↑  Choi 2002.
16. ↑  Fabri 2003, 61. n1쪽.
17. 1 2  French (2003)
18. 1 2  England (2007, 14, 93쪽)
19. ↑  Campbell, Kaufman & Smith-Stark 1986.
20. ↑  Campbell 1997, passim쪽.
21. ↑  Mora-Marín 2016.
22. ↑  Campbell 2015, 54쪽.
23. 1 2 3 4 5  Campbell 2015.
24. 1 2  Bennett, Coon & Henderson 2015.
25. ↑  Law 2013.
26. ↑  Robertson 1977.
27. ↑  Gordon, Raymond G., Jr. (ed.), (2005). Ethnologue report on Chʼol de Tila, Ethnologue report on Chʼol de Tumbalá, both accessed March 07, 2007.
28. ↑  Gordon, Raymond G., Jr. (ed.), (2005). Ethnologue report on Chontal de Tabasco, accessed March 07, 2007.
29. ↑  Gordon, Raymond G., Jr. (ed.), (2005). Chʼortiʼ: A language of Guatemala. Ethnologue.com, accessed March 07, 2007.
30. 1 2  Kettunen & Helmke 2005, 12쪽.
31. ↑  Gordon, Raymond G., Jr. (ed.), (2005) Family Tree for Tzeltalan accessed March 26, 2007.
32. ↑  Lewis, M. Paul, Gary F. Simons, and Charl47547es D. Fennig (eds.). "Tzeltal" Ethnologue: Languages of the World, Eighteenth edition, (2015). Dallas, Texas: SIL International.
33. 1 2 3  Gordon, Raymond G., Jr. (ed.). Ethnologue, (2005).
34. ↑  Solá 2011.
35. ↑  Popkin 2005.
36. ↑  Rao 2015.
37. ↑  Gordon, Raymond G., Jr. (ed.), (2005). Gordon (2005)은 하칼텍어의 동부와 서부 방언, 그리고 치아파스주의 투산탄 마을과 모토친틀라 마을에서 200명 미만이 사용하는 모초어(또는 모토친틀렉어)를 인정한다.
38. ↑  하칼텍어는 하칼테낭고군, 라데모크라시아군, 콘셉시온군, 산안토니오우이스타군, 산타아나우이스타군, 그리고 넨톤군의 일부 지역에서 쓰인다.
39. ↑  Lewis, M. Paul, Gary F. Simons, and Charles D. Fennig (eds.). "Akateko" Ethnologue: Languages of the World, Eighteenth edition, (2015). Dallas, Texas: SIL International.
40. ↑  Gordon, Raymond G., Jr. (ed.), (2005) Tojolabal: A language of Mexico. and Chuj: A language of Guatemala. 보관됨 2007-10-01 - 웨이백 머신 both accessed March 19, 2007.
41. ↑  Gordon, Raymond G., Jr. (ed.), (2005). Ethnologue report on Qʼeqchi, accessed March 07, 2007.
42. ↑  Gordon, Raymond G., Jr. (ed.), (2005) Ethnologue report for Uspantec, accessed March 26, 2007.
43. ↑  Edmonson 1968, 250–251쪽.
44. ↑  Gordon, Raymond G., Jr. (ed.), (2005). Family Tree for Kaqchikel, 2007년 3월 26일에 확인.
45. ↑  Gordon, Raymond G., Jr. (ed.), (2005). Ethnologue report on Eastern Tzʼutujil, Ethnologue report on Western Tzʼutujil 보관됨 2007-04-10 - 웨이백 머신, 모두 2007년 3월 26일에 확인.
46. ↑  Lewis, M. Paul, Gary F. Simons, and Charles D. Fennig (eds.). "Sakapulteko" Ethnologue: Languages of the World, Eighteenth edition, (2015). Dallas, Texas: SIL International.
47. ↑  Lewis, M. Paul, Gary F. Simons, and Charles D. Fennig (eds.). "Sipakapense" Ethnologue: Languages of the World, Eighteenth edition, (2015). Dallas, Texas: SIL International.
48. ↑  Gordon, Raymond G., Jr. (ed.), (2005) Ethnologue report on Nebaj Ixil 보관됨 2008-05-04 - 웨이백 머신, Chajul Ixil 보관됨 2006-12-08 - 웨이백 머신 & San Juan Cotzal Ixil, 2008년 3월 7일에 확인.
49. ↑  Gordon, Raymond G., Jr. (ed.), (2005) Ethnologue report for Tektitek, accessed March 07, 2007.
50. ↑  Campbell 1997, 163쪽.
51. ↑  Gordon, Raymond G., Jr. (ed.), (2005). Ethnologue report on Eastern Poqomam, Ethnologue report on Western Poqomchiʼ, 2007년 3월 7일에 확인.
52. ↑  Lewis, M. Paul, Gary F. Simons, and Charles D. Fennig (eds.). "Poqomam" Ethnologue: Languages of the World, Eighteenth edition, (2015). Dallas, Texas: SIL International.
53. ↑  
Población hablante de lengua indígena de 5 y más años por principales lenguas, 1970 a 2005 보관됨 2007-08-25 - 웨이백 머신 멕시코 국립통계지리연구원
54. ↑  Lewis, M. Paul, Gary F. Simons, and Charles D. Fennig (eds.). "Maya, Yucatec" Ethnologue: Languages of the World, Eighteenth edition, (2015). Dallas, Texas: SIL International.
55. ↑  Gordon, Raymond G., Jr. (ed.). Ethnologue, (2005)에 따르면 1986년에 모어 화자가 12명밖에 남아 있지 않았다.
56. ↑  Lewis, M. Paul, Gary F. Simons, and Charles D. Fennig (eds.). "Lacandon" Ethnologue: Languages of the World, Eighteenth edition, (2015). Dallas, Texas: SIL International.
57. ↑  Gordon, Raymond G., Jr. (ed.). Ethnologue (2005).
58. ↑  Campbell & Canger 1978.
59. 1 2  England (1994, 30–31쪽)
60. ↑  England 1994, 35쪽.
61. 1 2  England (1994)의 동근어 목록에서 가져옴.
62. ↑  Suárez 1983, 65쪽.
63. ↑  England 1991.
64. ↑  See, e.g., Tozzer (1977 [1921]), pp. 103, 290–292.
65. ↑  Craig 1977, 141쪽.
66. ↑  예문은 Suárez (1983, 88쪽)에서 따옴.
67. 1 2  Suárez (1983, 85쪽)
68. ↑  Campbell, Kaufman & Smith-Stark 1986, 544–545쪽.
69. ↑  Campbell, Kaufman & Smith-Stark 1986, 545–546쪽.
70. ↑  Coon 2010, 47–52쪽.
71. ↑  Suárez 1983, 77쪽.
72. ↑  Suaréz (1983), p. 71.
73. ↑  England 1994, 126쪽.
74. ↑  Campbell (1997, 164쪽)
75. ↑  England 1994, 97–103쪽.
76. 1 2  Coon & Preminger 2009.
77. ↑  England 1994, 87쪽.
78. ↑  Suárez 1983, 65–67쪽.
79. ↑  Campbell, Kaufman & Smith-Stark 1986, 549쪽.
80. ↑  Hofling, Charles Andrew (2011). 《Mopan Maya-Spanish-English Dictionary》. Salt Lake City, Utah: University of Utah Press. 6쪽. ISBN 1607810298.
81. ↑  Cigar, Online Etymology Dictionary.
82. ↑  Read & González (2000), p.200
83. 1 2 3  Kettunen & Helmke (2005, 6쪽)
84. 1 2  Suárez 1983, 5쪽.
85. 1 2  Maxwell 2011.
86. ↑  Schele & Freidel 1990.
87. ↑  Soustelle 1984.
88. ↑  Kettunen & Helmke 2005, 7–8쪽.
89. 1 2  Arzápalo Marín (2005)
90. ↑  
Josephe DeChicchis, "Revisiting an imperfection in Mayan orthography" 보관됨 2014-11-03 - 웨이백 머신 , Journal of Policy Studies 37 (March 2011)
91. ↑  Coe 1987, 161쪽.
92. ↑  Curl 2005.
93. ↑  Suárez 1983, 163–168쪽.
94. 1 2  Maxwell 2015.
95. ↑  Barrera Vásquez, Bastarrachea Manzano & Brito Sansores 1980.
96. ↑  “Humberto Ak´abal” (스페인어). Guatemala Ministerio de Cultura y Deportes. 2007년 3월 26일. 2006년 2월 14일에 원본 문서에서 보존된 문서. 2007년 2월 23일에 확인함.
97. ↑  “Luis Enrique Sam Colop, 1955–2011 | American Indian Studies”. Ais.arizona.edu. 2011년 12월 19일에 확인함.

## 참고 문헌
Arzápalo Marín, R. (2005). 〈La representación escritural del maya de Yucatán desde la época prehispánica hasta la colonia: Proyecciones hacia el siglo XXI〉.   Zwartjes; Altman. 《Missionary Linguistics II: Orthography and Phonology》. Walter Benjamins.
Avelino, H.; Shin, E. (2011). 〈Chapter I The Phonetics of Laryngalization in Yucatec Maya〉.   Avelino, Heriberto; Coon, Jessica; Norcliffe, Elisabeth. 《New perspectives in Mayan linguistics》. Cambridge Scholars Publishing.
Barrera Vásquez, Alfredo; Bastarrachea Manzano, Juan Ramón; Brito Sansores, William (1980). 《Diccionario maya Cordemex : maya-español, español-maya》. Mérida, Yucatán, México: Ediciones Cordemex. OCLC 7550928.
Bennett, Ryan; Coon, Jessica; Henderson, Robert (2015). “Introduction to Mayan Linguistics” (PDF). 《Language and Linguistics Compass》.
Bolles, David (2003) [1997]. “Combined Dictionary–Concordance of the Yucatecan Mayan Language” Reviz판. Foundation for the Advancement of Mesoamerican Studies, Inc. (FAMSI). 2006년 12월 12일에 확인함.
Bolles, David; Bolles, Alejandra (2004). “A Grammar of the Yucatecan Mayan Language” (revised online edition, 1996 Lee, New Hampshire). 《Foundation for the Advancement of Mesoamerican Studies, Inc. (FAMSI)》. The Foundation Research Department. 2006년 12월 12일에 확인함.
Campbell, Lyle (1997). 《American Indian Languages: The Historical Linguistics of Native America》. Oxford Studies in Anthropological Linguistics, no. 4. New York: Oxford University Press. ISBN 0-19-509427-1.
Campbell, Lyle; Canger, Una (1978). “Chicomuceltec's last throes”. 《International Journal of American Linguistics》 44 (3): 228–230. doi:10.1086/465548. ISSN 0020-7071.
Campbell, Lyle; Kaufman, Terrence (1976). “A Linguistic Look at the Olmec”. 《American Antiquity》 41 (1): 80–89. doi:10.2307/279044. ISSN 0002-7316. JSTOR 279044.
Campbell, Lyle; Kaufman, Terrence (October 1985). “Mayan Linguistics: Where are We Now?”. 《Annual Review of Anthropology》 14 (1): 187–198. doi:10.1146/annurev.an.14.100185.001155.
Campbell, Lyle; Kaufman, Terrence; Smith-Stark, Thomas C. (1986). “Meso-America as a linguistic area”. 《Language》: 530–570. doi:10.1353/lan.1986.0105.
Campbell, Lyle (2015). 〈History and reconstruction of the Mayan languages〉.   Aissen, Judith; England, Nora C.; Maldonado, Roberto Zavala. 《The Mayan Languages》. London: Routledge. 43–61쪽.
Choi, Jinsook (2002). 《The Role of Language in Ideological Construction of Mayan Identities in Guatemala》 (PDF). 《Texas Linguistic Forum 45: Proceedings of the Tenth Annual Symposium about Language and Society—Austin, April 12–14》. 22–31쪽. 2007년 3월 19일에 원본 문서 (PDF)에서 보존된 문서.
Coe, Michael D. (1987). 《The Maya》 4 revis판. London: Thames & Hudson. ISBN 0-500-27455-X.
Coe, Michael D. (1992). 《Breaking the Maya Code》. London: Thames & Hudson. ISBN 0-500-05061-9. OCLC 26605966.
Coon, Jessica (2010). “Complementation in Chol (Mayan): A Theory of Split Ergativity” (electronic version). Massachusetts Institute of Technology. 2010년 7월 15일에 확인함.
Coon, J.; Preminger, O. (2009). 〈Positional roots and case absorption〉.   Heriberto Avelino. 《New Perspectives in Mayan Linguistics》. Cambridge University Press. 35–58쪽.
Craig, Colette Grinevald (1977). 《The Structure of Jacaltec》. University of Texas Press.
Curl, John (2005). 《Ancient American Poets》. Tempe, AZ: Bilingual Press. ISBN 1-931010-21-8.
Dienhart, John M. (1997). “The Mayan Languages- A Comparative Vocabulary”. Odense University. 2006년 12월 8일에 원본 문서 (electronic version)에서 보존된 문서. 2006년 12월 12일에 확인함.
Edmonson, Munro S. (1968). 〈Classical Quiché〉.   Norman A. McQuown (Volume ed.). 《Handbook of Middle American Indians, Vol. 5: Linguistics》. R. Wauchope (General Editor). Austin: University of Texas Press. 249–268쪽. ISBN 0-292-73665-7.
Edmonson, Munro S. (1985). 〈Quiche Literature〉.   Victoria Reifler Bricker (volume ed.). 《Supplement to the Handbook of Middle American Indians, Volume 3》. Austin: University of Texas Press. ISBN 0-292-77593-8.
Edmonson, Munro S.; Bricker, Victoria R. (1985). 〈Yucatecan Mayan Literature〉.   Victoria Reifler Bricker (volume ed.). 《Supplement to the Handbook of Middle American Indians, Volume 3》. Austin: University of Texas Press. ISBN 0-292-77593-8.
England, Nora C. (1994). 《Autonomia de los Idiomas Mayas: Historia e identidad. (Ukutaʼmiil Ramaqʼiil Utzijobʼaal ri Mayaʼ Amaaqʼ.)》 (스페인어) 2판. Guatemala City: Cholsamaj. ISBN 84-89451-05-2.
England, Nora C. (2007). “The influence of Mayan-speaking linguists on the state of Mayan linguistics”. 《Linguistische Berichte, Sonderheft》 14: 93–112.
England, Nora C. (2001). 《Introducción a la gramática de los idiomas mayas》 (스페인어). Cholsamaj Fundacion.
England, N. C. (1991). “Changes in basic word order in Mayan languages”. 《International Journal of American Linguistics》 57 (4): 446–486. doi:10.1086/ijal.57.4.3519735.
Fabri, Antonella (2003). 〈Genocide or Assimilation: Discourses of Women's Bodies, Health, and Nation in Guatemala〉.   Richard Harvey Brown. 《The Politics of Selfhood: Bodies and Identities in Global Capitalism》. University of Minnesota Press. ISBN 0-8166-3754-7.
Fernández de Miranda, María Teresa (1968). 〈Inventory of Classificatory Materials〉.   Norman A. McQuown (Volume ed.). 《Handbook of Middle American Indians, Vol. 5: Linguistics》. R. Wauchope (General Editor). Austin: University of Texas Press. 63–78쪽. ISBN 0-292-73665-7.
French, Brigittine M. (2003). “The politics of Mayan linguistics in Guatemala: native speakers, expert analysts, and the nation.”. 《Pragmatics》 13 (4): 483–498. doi:10.1075/prag.13.4.02fre.
Gossen, Gary (1985). 〈Tzotzil Literature〉.   Victoria Reifler Bricker. 《Supplement to the Handbook of Middle American Indians, Volume 3》. Austin: University of Texas Press. ISBN 0-292-77593-8.
Grenoble, Lenore A.; Whaley, Lindsay J. (1998). 〈Preface〉 (PDF).   Lenore A. Grenoble; Lindsay J. Whaley. 《Endangered languages: Current issues and future prospects.》. Cambridge University Press. xi–xii쪽. ISBN 0-521-59102-3.
Houston, Stephen D.; Robertson, John; Stuart, David (2000). “The Language of Classic Maya Inscriptions”. 《Current Anthropology》 41 (3): 321–356. doi:10.1086/300142. ISSN 0011-3204. PMID 10768879.
Hruby, Z. X.; Child, M. B. (2004). 〈Chontal linguistic influence in Ancient Maya writing〉.   S. Wichmann. 《The linguistics of Maya writin》. 13–26쪽.
Kaufman, Terrence (1976). “Archaeological and Linguistic Correlations in Mayaland and Associated Areas of Meso-America”. 《World Archaeology》 8 (1): 101–118. doi:10.1080/00438243.1976.9979655. ISSN 0043-8243.
Kaufman, Terrence; with Justeson, John (2003). “A Preliminary Mayan Etymological Dictionary” (PDF). FAMSI.
Kettunen, Harri; Helmke, Christophe (2005). 《Introduction to Maya Hieroglyphs》 (PDF). Wayeb and Leiden University. 2006년 10월 10일에 확인함.
Law, D. (2013). “Mayan historical linguistics in a new age”. 《Language and Linguistics Compass》 7 (3): 141–156. doi:10.1111/lnc3.12012.
Lenkersdorf, Carlos (1996). 《Los hombres verdaderos. Voces y testimonios tojolabales. Lengua y sociedad, naturaleza y cultura, artes y comunidad cósmica》 (스페인어). Mexico City: Siglo XXI. ISBN 968-23-1998-6.
Longacre, Robert (1968). 〈Systemic Comparison and Reconstruction〉.   Norman A. McQuown (Volume ed.). 《Handbook of Middle American Indians, Vol. 5: Linguistics》. R. Wauchope (General Editor). Austin: University of Texas Press. 117–159쪽. ISBN 0-292-73665-7.
Maxwell, Judith M. (2015). “Change in Literacy and Literature in Highland Guatemala, Precontact to Present”. 《Ethnohistory》 62 (3): 553–572. doi:10.1215/00141801-2890234.
Maxwell, Judith M. (2011). 〈The path back to literacy〉.   Smith, T. J.; Adams, A. E. 《After the Coup: An Ethnographic Reframing of Guatemala 1954》. University of Illinois Press.
Mora-Marín, David (2009). “A Test and Falsification of the 'Classic Chʼoltiʼan' Hypothesis: A Study of Three Proto Chʼolan Markers”. 《International Journal of American Linguistics》 75 (2): 115–157. doi:10.1086/596592.
Mora-Marín, David (2016). “Testing the Proto-Mayan-Mije-Sokean Hypothesis”. 《International Journal of American Linguistics》 82 (2): 125–180. doi:10.1086/685900.
McQuown, Norman A. (1968). 〈Classical Yucatec (Maya)〉.   Norman A. McQuown (Volume ed.). 《Handbook of Middle American Indians, Vol. 5: Linguistics》. R. Wauchope (General Editor). Austin: University of Texas Press. 201–248쪽. ISBN 0-292-73665-7.
Oxlajuuj Keej Mayaʼ Ajtzʼiibʼ (OKMA) (1993). 《Mayaʼ chiiʼ. Los idiomas Mayas de Guatemala》. Guatemala City: Cholsamaj. ISBN 84-89451-52-4.
Popkin, E (2005). “The emergence of pan-Mayan ethnicity in the Guatemalan transnational community linking Santa Eulalia and Los Angeles”. 《Current Sociology》 53 (4): 675–706. doi:10.1177/0011392105052721.
Rao, S. (2015). 《Language Futures from Uprooted Pasts: Emergent Language Activism in the Mayan Diaspora of the United States》. UCLA, MA thesis.
Read, Kay Almere; González, Jason (2000). 《Handbook of Mesoamerican Mythology》. Oxford: ABC-CLIO. ISBN 1-85109-340-0. OCLC 43879188.
Robertson, John (1977). “Proposed revision in Mayan subgrouping”. 《International Journal of American Linguistics》 43: (2): 105–120. doi:10.1086/465466.
Robertson, John (1992). 《The History of Tense/Aspect/Mood/Voice in the Mayan Verbal Complex》. University of Texas Press.
Robertson, John; Houston, Stephen (2002). 〈El problema del Wasteko: Una perspectiva lingüística y arqueológica〉.   J.P. Laporte; B. Arroyo; H. Escobedo; H. Mejía. 《XVI Simposio de InvestigacionesArqueológicas en Guatemala》. Museo Nacional de Arqueología y Etnología, Guatemala. 714–724쪽.
Sapper, Karl (1912). 《Über einige Sprachen von Südchiapas》. 《Proceedings of the Seventeenth International Congress of Americanists (1910)》 (독일어). 295–320쪽.
Schele, Linda; Freidel, David (1990). 《A Forest of Kings: The Untold Story of the Ancient Maya》. New York: William Morrow and Company. ISBN 0-688-07456-1.
Solá, J. O. (2011). “The origins and formation of the Latino community in Northeast Ohio, 1900 to 2009”. 《Ohio History》 118 (1): 112–129. doi:10.1353/ohh.2011.0014.
Soustelle, Jacques (1984). 《The Olmecs: The Oldest Civilization in Mexico》. New York: Doubleday and Co. ISBN 0-385-17249-4.
Spence, Jack; Dye, David R.; Worby, Paula; de Leon-Escribano, Carmen Rosa; Vickers, George; Lanchin, Mike (August 1998). “Promise and Reality: Implementation of the Guatemalan Peace Accords”. Hemispheres Initiatives. 2006년 12월 6일에 확인함.
Suárez, Jorge A. (1983). 《The Mesoamerican Indian Languages》. Cambridge Language Surveys. Cambridge: Cambridge University Press. ISBN 0-521-22834-4.
Tozzer, Alfred M. (1977) [1921]. 《A Maya Grammar》 unabridg republication판. New York: Dover Publications. ISBN 0-486-23465-7.
Wichmann, S. (2006). “Mayan historical linguistics and epigraphy: a new synthesis”. 《Annual Review of Anthropology》 35: 279–294. doi:10.1146/annurev.anthro.35.081705.123257.
Wichmann, Søren; Brown, Cecil H. (2003). “Contact among some Mayan languages: Inferences from loanwords.”. 《Anthropological Linguistics》: 57–93.
Wichmann, Søren, 편집. (2004). 《The linguistics of Maya writing》. Utah University Press.